# ماكس تشيري
ماكس تشيري (بالإنجليزية: Max Cherry)‏ هو مدرب رياضي أسترالي، ولد في 1927، وتوفي في 28 أبريل 2008.